# جيمس ريدفورد
جيمس ريدفورد هو سياسي كندي، ولد في 18 سبتمبر 1821 في المملكة المتحدة، وتوفي في 18 ديسمبر 1908 في أوستن في الولايات المتحدة. حزبياً، نشط في الحزب الليبرالي الكندي. وقد انتخب عضو مجلس العموم الكندي.